# .dz
.dz es el dominio de nivel superior geográfico (ccTLD) para Argelia.